# チクタク・ポルカ
『チクタク・ポルカ』（ドイツ語: Tik-Tak, Polka）作品365は、ヨハン・シュトラウス2世が作曲したポルカ・シュネル。『チク・タク・ポルカ』『チック・タック・ポルカ』とも表記される。

## 概要
1874年に初演されたオペレッタ『こうもり』が人気を博したシュトラウス2世は、『こうもり』の中のメロディを用いてワルツ1曲、ポルカ3曲を作曲（あるいは編曲）した。この『チクタク・ポルカ』はその中のひとつである。『こうもり』第2幕でのロザリンデとアイゼンシュタインによる時計の二重唱「あの上品な態度」の旋律を転用している。これをはじめいくつかのメロディから作られている。
- 合唱「許さない、アイゼンシュタイン」（第3幕）
- 合唱「なんと時間は早く過ぎるのか」（第2幕）
- クプレ「田舎娘に扮するときは」

1874年9月9日、ウィーン・ヒーツィングの舞踏場「新世界」でエドゥアルト・シュトラウス1世によって初演された。
ラストに時計の音を模した打楽器が入り、場合によっては演奏者が声を揃えて歌うこともある。

## 関連作品
- こうもり (オペレッタ)